# Július Adamiš
Július Adamiš (28. květen 1885 Senica – 26. květen 1971 Bratislava) byl slovenský evangelický kněz a církevní historik.

## Životopis
Pocházel z rodiny rolníka. V rodném městě získal základní i středoškolské vzdělání. Studoval na evangelickém lyceu a teologické fakultě v Bratislavě. Po několika působištích se na pětačtyřicet let stal farářem v Bratislavě. Byl jedním ze spoluzakladatelů prvního slovenského evangelického církevního sboru ve městě. Je známý svou bohatou publikační činností: v roce 1924 se zúčastnil překladu Nového zákona, je autor učebnice Dějiny církve křesťanské (Liptovský Mikuláš, Tranoscius, 1939) a Evangelická věrouka a morálního učení (1943), životopisů, pamětníci a překladů.